# Горский, Якуб
Якуб Горский (пол. Jakub Górski; 1525, Górki Borze, Мазовецкое воеводство — 1583 или 17 июня 1585, Краков) — польский гуманист.

## Образование
Учился в Краковской академии, где стал профессором классической филологии.

## Научная деятельность
С увлечением боролся со схоластической философией и издал ряд сочинений в духе Возрождения: «De periodis atque numeris oratoriis» (1558); «De generibus dicendi» (1559); «De figuris grammaticis atque rhetoricis» (1560); «Commentaria artis dialecticae» (1563).
В последние годы жизни вёл споры с диссидентами и писал богословские труды.

## Дата смерти
Умер, по разным сведениям, в 1583 или 1585 году.